# Hiệu ứng Christiansen
Hiệu ứng Christiansen được đặt theo tên của nhà vật lý học người Đan Mạch Christian Christiansen để mô tả sự giảm tán xạ của các cấu trúc đa pha ở bước sóng nơi các chỉ số khúc xạ của chúng khớp với nhau.
Bộ lọc Christiansen là một bộ lọc quang hẹp hoặc đơn sắc, bao gồm một tế bào quang học được bịt bằng một chất nghiền (ví dụ như thủy tinh) và chất lỏng (chủ yếu là hữu cơ). Chất lỏng được chọn theo chất, sao cho các đường cong phân tán trùng với một bước sóng. Đối với bước sóng này, tế bào quang học đầy sẽ hoạt động giống như một mặt phẳng, đĩa đồng nhất và cho phép các hoạt động truyền. Tất cả các phạm vi bước sóng khác của quang phổ được phản xạ, tán xạ cũng như khúc xạ tại nhiều giao diện giữa chất và chất lỏng. Một sự thay đổi hành vi truyền của bộ lọc phân tán này có thể đạt được bằng sự thay đổi của chất lỏng, nhiệt độ hoặc sự thay đổi của áp suất. Hậu quả cơ bản là sự thay đổi chỉ số khúc xạ của chất lỏng.
Một bộ lọc điển hình bao gồm các hạt thủy tinh được ngâm trong hỗn hợp bao gồm benzen và carbon disulfide. Bước sóng hoạt động có thể thay đổi bằng cách thay đổi tỷ lệ phần trăm của hai thành phần của hỗn hợp chất lỏng, hoặc bằng cách thay đổi nhiệt độ.